# Bakkehusmuseet
Bakkehuset blev opført i 1670’erne og anses for at være Frederiksbergs ældste bygning. Fra 1802 til 1830 blev huset ejet af ægteparret Kamma og Knud Lyne Rahbek, som åbnede hjemmet for tidens forfattere, meningsdannere og videnskabsfolk. I ægteparret Rahbeks tid kom koryfæer som H.C. Andersen, Adam Oehlenschläger, H.C. Ørsted, N.F.S. Grundtvig, B.S. Ingemann, Johan Ludvig Heiberg og mange flere i hjemmet. De bidrog alle på hver deres måde til stedets unikke stemning og historie. Bakkehuset åbnede som museum i 1925 og her kan man i dag opleve stemningen fra den danske guldalder og 1800-tallets salonkultur i Rahbeks rekonstruerede hjem.
Haven omkring museet blev i 2017 omlagt i den romantiske landskabshaves stil med mange af de blomster og planter, man ved, der var i Kamma Rahbeks have i 1800-tallets første årtier. I 2017 blev det ottekantede Orangeri opført, der i sommerhalvåret fungerer som frokostrestaurant med servering af delikat smørrebrød, inspireret af historien og fortolket ud fra moderne smagsløg. Museet, haven og Orangeriet udgør et fælles miljø, som giver et autentisk indblik i 1800-tallets livsformer, stemning og indretning, og under et besøg i Bakkehuset får man en sanselig oplevelse af en de mest centrale perioder i den danske kulturhistorie - guldalderen.

## Bakkehusets historie
Det nuværende Bakkehus blev opført omkring år 1674. Tæt på Bakkehuset lå på det tidspunkt landevejen mellem København og Roskilde. Bakkehuset blev i flere år anvendt som traktørsted og landevejskro. I 1756 blev stedet købt af greven Johan Ludvig Holstein, som ønskede en bolig tæt på Frederiksberg Slot. Holstein tog blandt andet initiativ til at ændre forløbet af den gamle landevej, der hidtil havde løbet parallelt med den nuværende Rahbeks Allé, syd om Søndermarken mod landsbyen Valby og videre mod Roskilde. I stedet ønskede Holstein, at landevejen, som er en del af den nuværende Vesterbrogade, skulle fortsætte op over Frederiksberg Bakke forbi Frederiksberg Slot. Holstein døde i 1763 og hans projekt blev først realiseret, da kongen i 1776 forlængede Vesterbrogade fra et skarpt knæk ved Sorte Hest. Efter Holstein blev Bakkehuset, som var et fritliggende gårdskompleks med fire bygninger, lejet ud til sommergæster. Bakkehusets beliggenhed viste sig at være ideel for landlige sommerophold, og dette kom på mode blandt det dannede og bedrestillede borgerskab i løbet af 1700-tallet. I 1780 flytter Knud Lyne Rahbek ind som lejer i sommerhalvåret, og fra 1787 vælger han at bosætte sig som fast lejer i Bakkehuset året rundt. Der opstår omkring Bakkehuset et lille miljø af unge studenter og forfattere i disse år. Da Rahbek i 1798 gifter sig med Karen Margrethe Heger, flytter hun ind i hans lille ungkarlelejlighed, hvor de bor de første fire år af ægteskabet.
I 1802 købte Knud Lyne Rahbek Bakkehuset for 7200 Rdl. og ægteparret flyttede fra den lille lejlighed på 1. sal ned i den større lejlighed i hovedfløjens stueetage. Bakkehuset bestod på dette tidspunkt af fire fløjbygninger og grunden var på 7 tønder land. I fløjbygningerne var der foruden ægteparret Rahbeks egen lejlighed flere andre lejligheder med plads til egen husholdning og derudover en række ekstra værelser, som kunne lejes ud. Rahbek supplerede dermed sin indkomst som underviser, oversætter og tidsskriftredaktør med at leje dele af Bakkehuset ud, ligesom forgængerne i huset havde gjort.
Efter Kamma og Knud Lyne Rahbeks død blev Bakkehuset solgt. En overgang ejedes huset af Leo Hamm, som lejede lejligheder ud og foretog en masse om- og udbygninger på huset. I denne fase af husets historie boede salmedigteren N.F.S. Grundtvig som lejer i et værelse i stueetagen i 1845, og i 1842 lejer familien Heiberg: Johan Ludvig Heiberg, Johanne Luise Heiberg og Thomasine Gyllembourg en 1. sals lejlighed. Kulturhistorikeren og forfatteren Troels Troels-Lund boede som barn i 1840'erne flere somre i en af Bakkehusets nu nedrevne fløjbygninger sammen med sin familie.
I 1855 blev Bakkehuset købt af en komite, som ville oprette en ”Helbredelsesanstalt for idiotiske, svagsindede og epileptiske Børn”. I november samme år åbnedes anstalten på Bakkehuset, men det gamle Bakkehus blev hurtigt for trangt for den voksende institution og forarbejdet til en udvidelse påbegyndes. I 1859 tegnede arkitekten F. Meldahl en ny, monumental bygning til anstalten, som i dag er Rahbeks Allé 21. Her flyttede anstaltens beboere ind i 1860. I perioder blev det gamle Bakkehus lejet ud og ellers anvendte anstalten huset til skiftende formål. I sidste del af 1800-tallet blev både den vestlige og den nordlige af husets fire fløje revet ned på grund af forfald, men de to fløje, som oprindeligt var centrum for Knud Lyne og Kamma Rahbeks salon, står endnu tilbage.

## Museet
I 1903 blev der givet tilladelse til, at man kunne vise en lille udstilling i Bakkehusets stueetage med fokus på ægteparret Rahbek og deres tid. Udstillingen skabte interesse for og opmærksomhed omkring det gamle hus og dets kulturelle betydning. Efter udstillingens afslutning begyndte forskellige personer at arbejde for, at stedet kunne blive et permanent museum. Dette lykkedes, og i 1925 blev museet indviet under titlen ”Bakkehuset. De Rahbekske Mindestuer”. I begyndelsen bestod museet af fire stuer i stueetagen, og dette areal blev få år efter udvidet med to små rum, som præsenterede forfatterne Johannes Ewald og Adam Oehlenschläger. Bygningen gennemgik en stor restaurering i årene op til museets åbning, og man forsøgte at føre husets udseende tilbage til 1700-tallets. Begge fløjbygninger og haven udenom huset blev i 1935 købt og skænket til Frederiksberg Kommune af historiografen Louis Bobé og hans hustru. I 1954 nyindrettede museumsinspektør Tove Clemmesen Bakkehuset, så møblering, vægfarver og gardinophæng i højere grad svarede til Rahbeks tid. I 2002 udvidedes publikumsarealet med en rekonstruktion af ægteparrets ildstedskøkken, to ekstra udstillingsrum og et bibliotek i stueetagen. I 2017 blev den tidligere legatbolig på museets 1. sal indrettet som publikumsareal, og her vises i dag skiftende udstillinger med fokus på guldalderen, personkredsen omkring ægteparret Rahbek og husets historie samt moderne litteratur, inspireret af Bakkehusets kernefortælling.
I vinterhalvåret 2019-2020 gennemgik Bakkehuset en større restaurering, som blandt andet har forbedret husets indeklima. I 2020 genåbnede museet med en ny indretning af 1. salen, hvor der fortsat er skiftende udstillinger, aktiviteter for voksne og børn og moderne salonkultur, inspireret af husets historiske rødder. I stueetagen vises fortsat en genskabelse af ægteparret Rahbeks hjem sammen med en ny afdeling for familier og børn med titlen ”Eventyrakademiet”, inspireret af H.C. Andersens kendte og elskede eventyr.

## Bakkehusets gæstebolig
Tidligere havde Bakkehuset en legatbolig, som blev tildelt en forfatter eller videnskabelig skribent. I 1988 ændredes statutterne for boligen, så man ikke længere kunne bo i den livsvarigt, men man skulle søge om boligen som et legat, der tildeltes for en to-årig periode - med mulighed for forlængelse. Gæsteboligen blev anvendt fra 1953 til 2016, og siden 2017 har lejligheden været anvendt til udstillinger i museet.

### Gæsteboligens beboere
| 1925 | - | 1951 | Louis Bobé, kgl. ordenshistoriograf.     |
| 1952 |   |      | ingen                                    |
| 1953 | - | 1957 | Bjørn Kornerup, historiker               |
| 1958 | - | 1986 | Hans Hartvig Seedorff                    |
| 1986 | - | 1989 | ingen                                    |
| 1990 | - | 1992 | Leif Ludwig Albertsen, professor         |
| 1992 | - | 1994 | Søren Ulrik Thomsen                      |
| 1994 | - | 1997 | Solvej Balle                             |
| 1997 | - | 2002 | Peter Poulsen                            |
| 2006 | - | 2007 | Charlotte Weitze                         |
| 2007 | - | 2012 | Morten Søndergaard og Merete Pryds Helle |
| 2012 | - | 2016 | Pia Juul                                 |

## Billedgalleri
- Gamle Bakkehus (hjørnet af søndre og vestre fløj) 1845. Efter akvarel af pastor J.C. Chivitz.
- En del af gamle Bakkehus' søndre fløj. De fire små vinduer for oven nærmest skorstenen til højre angiver Knud Lyne Rahbeks lejlighed som nygift. I samme værelser boede senere Poul Martin Møller, Thiele og Möhl. Efter en tegning fra omkring 1850.
- Resten af den gamle landevej forbi Bakkehuset, af hvilken Kamma Rahbek dannede sin have. Efter et senere maleri af H. Buntzen.
- Kamma Rahbeks første have på Bakkehuset. Efter senere tegning af Christian Hetsch.
- Rahbeks skydebanetavle, forestillende Gamle Bakkehus' hovedfløj, den østre der vendte mod København.
- Bakkehuset set fra gårdsiden, omkring 1900.
- Kamma Rahbeks arbejdsværelse, spisestuen på Bakkehuset. Efter tegning af Chr. Hetsch
- Et af Oehlenschlägers første besøg på Bakkehuset, hvor han traf Christiane Heger. Efter tegning af Carl Thomsen.

## Ekstern henvisning
- Bakkehusmuseet

55°40′6″N 12°31′54.5″Ø / 55.66833°N 12.531806°Ø